# Damaeus angustipes
Damaeus angustipes är en kvalsterart som först beskrevs av Banks 1905.  Damaeus angustipes ingår i släktet Damaeus och familjen Damaeidae. Inga underarter finns listade i Catalogue of Life.